# Orvar Sturzen-Becker
Orvar Teodor Patrik Sturzen-Becker, född 14 mars 1871 i Stockholm, död 31 juli 1953 i Uppsala, var en svensk ingenjör. 
Efter mogenhetsexamen 1889 blev Sturzen-Becker elev vid Kungliga Tekniska högskolan i Stockholm samma år och avlade avgångsexamen 1893. Han var ritare vid Patentbyrån Carl Pataky i Berlin 1894–95, konstruktör hos Elektrizitäts-Aktiengesellschaft vormals Schuckert & Co i Nürnberg 1895–98, arbetsledare vid byggandet av nämnda firmas karbid- och klorfabriker i Jajce, Bosnien, 1899–1900, trafikchef vid Bergische Kleinbahnen i Benrath vid Düsseldorf 1901–05 samt föreståndare för Uppsala elektricitetsverk 1905–36 och tillika driftsingenjör vid Upsala Spårvägs AB 1906–25. Han var 1910 en av initiativtagarna till Tekniska föreningen i Uppsala och dess ordförande 1921–30.